# Louise-Françoise Phélypeaux de La Vrillière
Pour les autres membres de la famille, voir Famille Phélypeaux.
Louise-Françoise Phélypeaux de La Vrillière, comtesse de Bréhan de Plélo, née en 1707 et morte en 1737, fille et sœur de ministres, épouse puis veuve de l'ambassadeur Louis de Plélo mort à l'attaque de Dantzig, est une dame de la cour de Louis XV.

## Biographie
Née en 1707, elle est la fille de Louis II Phélypeaux, marquis de La Vrillière, secrétaire d'État de Louis XV, conseiller du roi en tous ses conseils, et de Françoise de Mailly. Elle est la sœur de Louis Phélypeaux de Saint-Florentin, ministre et secrétaire d'État, et la belle-sœur de Jean Frédéric Phélypeaux de Maurepas, ministre d'État et secrétaire d'État.

Armes des Bréhan.

Louise-Françoise Phélypeaux de La Vrillière épouse à 14 ans, le 21 mai 1722 Louis de Bréhan, comte de Plélo, né en 1699, ambassadeur de France au Danemark, qui meurt le 27 mai 1734 en commandant un assaut pour délivrer Dantzig.
Elle reçoit alors une pension accordée par Louis XV, pour elle et pour ses enfants.
La comtesse de Plélo meurt trois ans plus tard, le 3 mars 1737.
De leurs cinq enfants, seule une fille atteint l'âge adulte, Louise Félicité de Brehan (1726-1796), duchesse d'Aiguillon, épistolière.